# Río Añarbe
El río Añarbe es un río del norte de la península ibérica que discurre por Navarra y Guipúzcoa, en España. 

## Curso
El Añarbe nace en el término municipal navarro de Goizueta y recibe aguas del embalse de Artikutza. Realiza un recorrido tortuoso a lo largo de unos 23,8345678321 km, sirviendo gran parte de su cauce como límite natural entre Navarra y Guipúzcoa. Sus aguas están embalsadas justo antes de su desembocadura en el río Urumea en el embalse de Añarbe.